# Storm chasing
Storm chasing (doslovně přeloženo pronásledování bouře) je obecně definován jako honba za jakýmkoli počasím, které je některými laiky subjektivně vnímáno jako nepříznivé, například bouřky, deště (zejména těžší) apod. Tímto pojmem je uvedená činnost označována bez ohledu na podnět, kterým může být dobrodružství, vědecký výzkum, nebo se tak děje v zájmu zpravodajství anebo médií. Osoba, která pronásleduje bouře, je obvykle známá jako storm chaser nebo jednoduše chaser.